# Hadrolecocatantops ohabuikei
Hadrolecocatantops ohabuikei är en insektsart som först beskrevs av Nicholas David Jago 1994.  Hadrolecocatantops ohabuikei ingår i släktet Hadrolecocatantops och familjen gräshoppor. Inga underarter finns listade i Catalogue of Life.